# Яхинсон, Борис Израилевич
Борис Израилевич Яхинсон  (1917—1994) — специалист в области теоретической электротехники, доктор технических наук, профессор, заведующий кафедрой «Теоретические основы электротехники» Пермского национального исследовательского политехнического университета (1974—1988, ПНИПУ).

## Биография
Родился в 1917 году в Симферополе, в семье видного еврейского общественного деятеля и педагога Израиля Борисовича (Берковича) Яхинсона, члена симферопольской ячейки Социалистической еврейской рабочей партии, лекторa Высших еврейских педагогических курсов и заведующего педагогико-педологической секцией Института еврейской пролетарской культуры при Украинской академии наук в Киеве, автора школьных учебников для советских школ с обучением на идише. До эвакуации в Ферганскую область в 1941 году И. Б. Яхинсон работал ответственным редактором и директором географического центра государственного издательства «Радянська школа».
В 1930-х годах учился в Московском энергетическом институте (ныне Национальный исследовательский университет «МЭИ»). По окончании в 1940 году МЭИ работал по распределению в должности инженера в Научно-исследовательской лаборатории в Москве.
В 1943 году был эвакуирован в Узбекистан. Там, находясь в эвакуации, поступил в аспирантуру МЭИ. После войны, в 1947 году защитил кандидатскую диссертацию на тему: «Исследование дифференцирующих и усредняющих пассивных контуров». В последующем, до 1974 года работал в должности доцента Одесского института связи (ныне Одесская национальная академия связи имени А. С. Попова), а затем — профессором института.
В 1968 году защитил докторскую диссертацию. Имеет учёную степень доктора технически наук, в 1970 году ему присвоено ученое звание профессора.
Специалист в области теоретической электротехники, Б. И. Яхинсон в 1974—1988 годах работал в Пермском политехническом институте (ныне Пермский национальный исследовательский политехнический университет, (ПНИПУ)) в должности профессора, заведующего кафедрой «Теоретические основы электротехники».
Область научных интересов: разработка методов анализа электрических цепей — спектральный, с использованием графов, обобщённых функций и др.
Борис Израилевич Яхинсон в разное время был членом редколлегии журнала «Теоретическая электротехника», членом научно-методического совета Минвуза СССР по теоретическим основам электротехники.
Похоронен на Третьем еврейском кладбище в Одессе.

## Семья
- Жена — Елизавета Моисеевна Яхинсон (1922—2000).
  - Сын — Марк Борисович Яхинсон (род. 1946), кандидат технических наук.
- Дядя — Михаил Борисович (Михл Беркович) Яхинсон (1894, Кишинёв — 1942, Транснистрия), журналист и главный редактор еженедельника «Еврейская мысль» (Одесса).

## Награды и звания
Борис Яхинсон имеет награды: президиума АН СССР (юбилейная бронзовая медаль), бронзовая медаль ВДНХ СССР.

## Труды
- Б. И. Яхинсон. Применение обобщённых функций в теории электрических цепей: Конспект лекций / Б. И. Яхинсон; М-во высш. и сред. спец. образования РСФСР. Перм. гос. ун-т им. А. М. Горького, Перм. политехн. ин-т. — Пермь: Перм. политехн. ин-т, 1977. — 42 с.
- А. С. Розенфельд, Б. И. Яхинсон. Переходные процессы и обобщённые функции. — М.: Наука, 1966. — 440 с.
- Исследование дифференцирующих и усредняющих пассивных контуров: Диссертация кандидата технических наук / Б. И. Яхинсон, Московский энергетический ин-т (МЭИ). — 1946. — 216 с.
- Б. И. Яхинсон. Спектральный метод анализа электрических цепей. Конспект лекций. Перси. ППИ, 1978.